# Pont romain (Moutier-d'Ahun)
Pour les articles homonymes, voir Pont romain (homonymie).
Le pont romain est un pont routier qui enjambe la Creuse situé à Moutier-d'Ahun, en France.

## Généralités
Le pont franchit la rivière Creuse. Il est situé à la périphérie du village de Moutier-d'Ahun, dans le département de la Creuse, en région Nouvelle-Aquitaine, en France. Il est nommé à tort « romain » puisque daté de l'époque médiévale, mais se trouve être plus « roman ».

## Historique
Le pont est daté du XIIe siècle ou XIIIe siècle.
Le pont est classé au titre des monuments historiques par arrêté du 15 juin 1920.

## Description
L'ouvrage est un pont-routier de 200 mètres environ. Il est composé de 5 arches, dont trois sont voûtées en plein cintre et les deux autres en ogive. Il possède, en amont de la rivière des avants-becs qui forment des refuges pour piétons. 

## Galerie

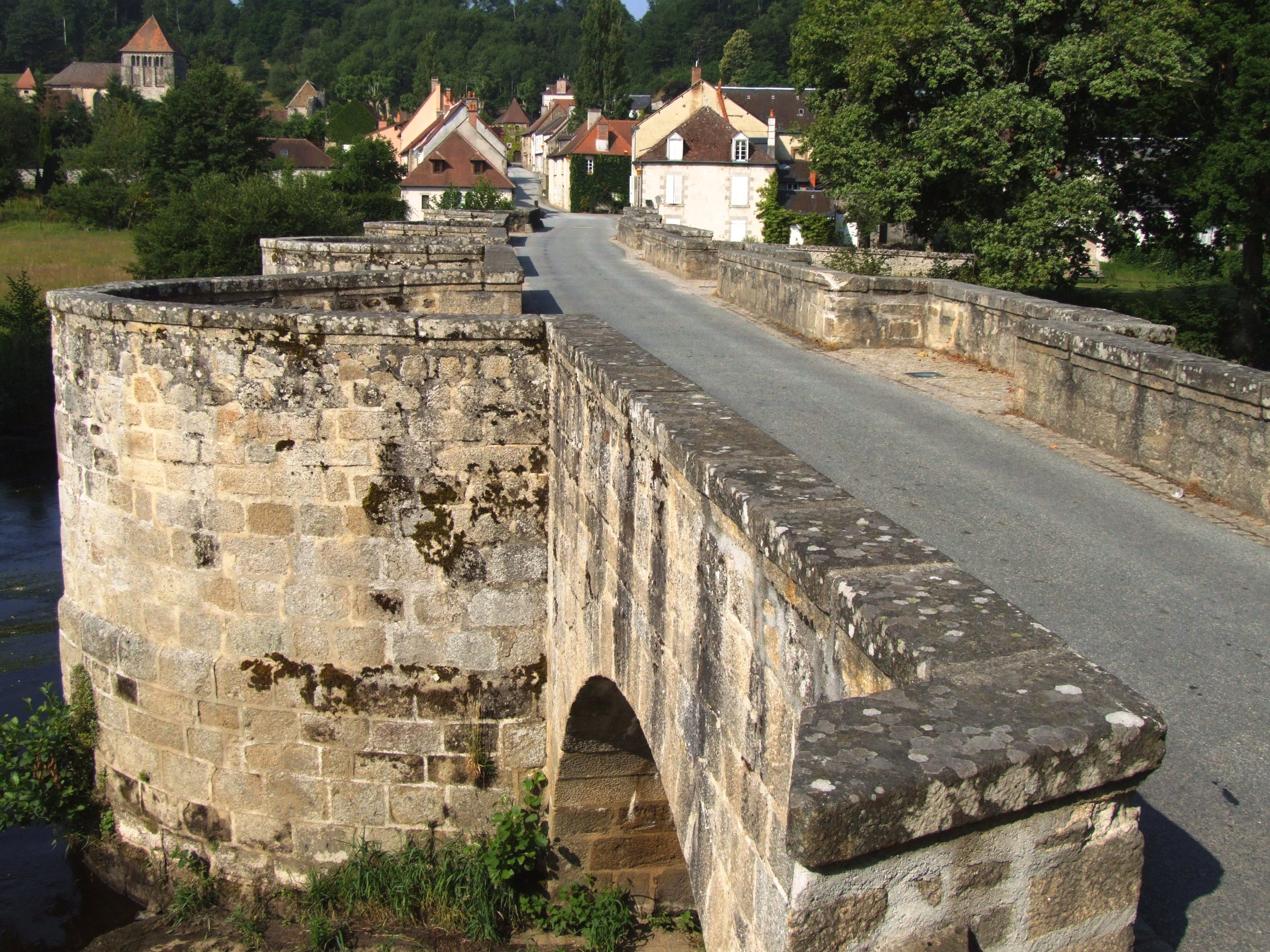
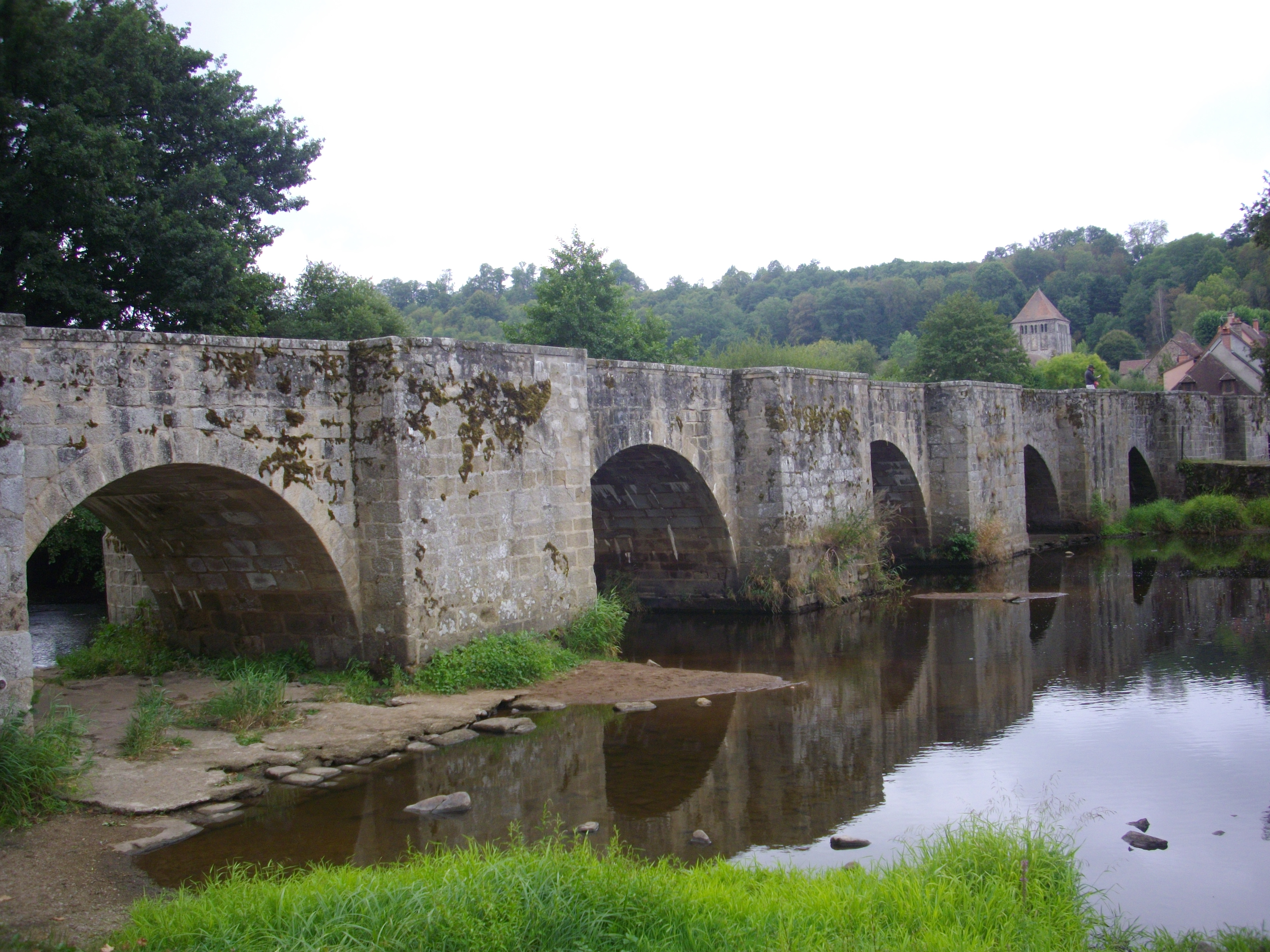
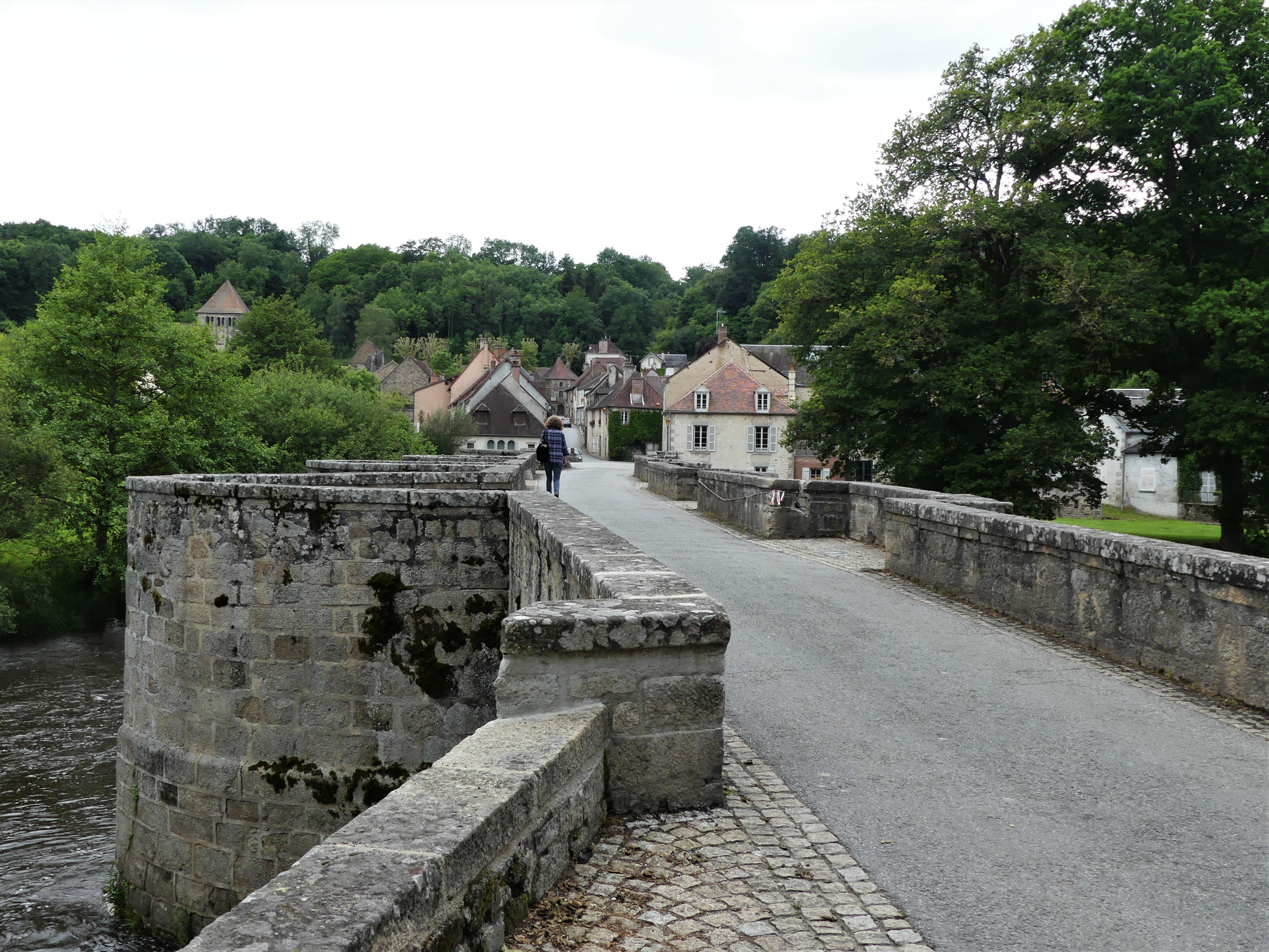